# Adelaarsvarenfamilie
De adelaarsvarenfamilie (Dennstaedtiaceae) is een familie van varens met elf geslachten en 170 soorten.
In deze familie vinden we de meest algemene en meest verspreide van alle varensoorten, de adelaarsvaren, die ook in België en Nederland voorkomt.

## Naamgeving en etymologie
De familie Dennstaedtiaceae is vernoemd naar het geslacht Dennstaedtia, dat op zijn beurt vernoemd is naar de Duitse botanicus August Wilhelm Dennstaedt (1776-1826).

## Kenmerken

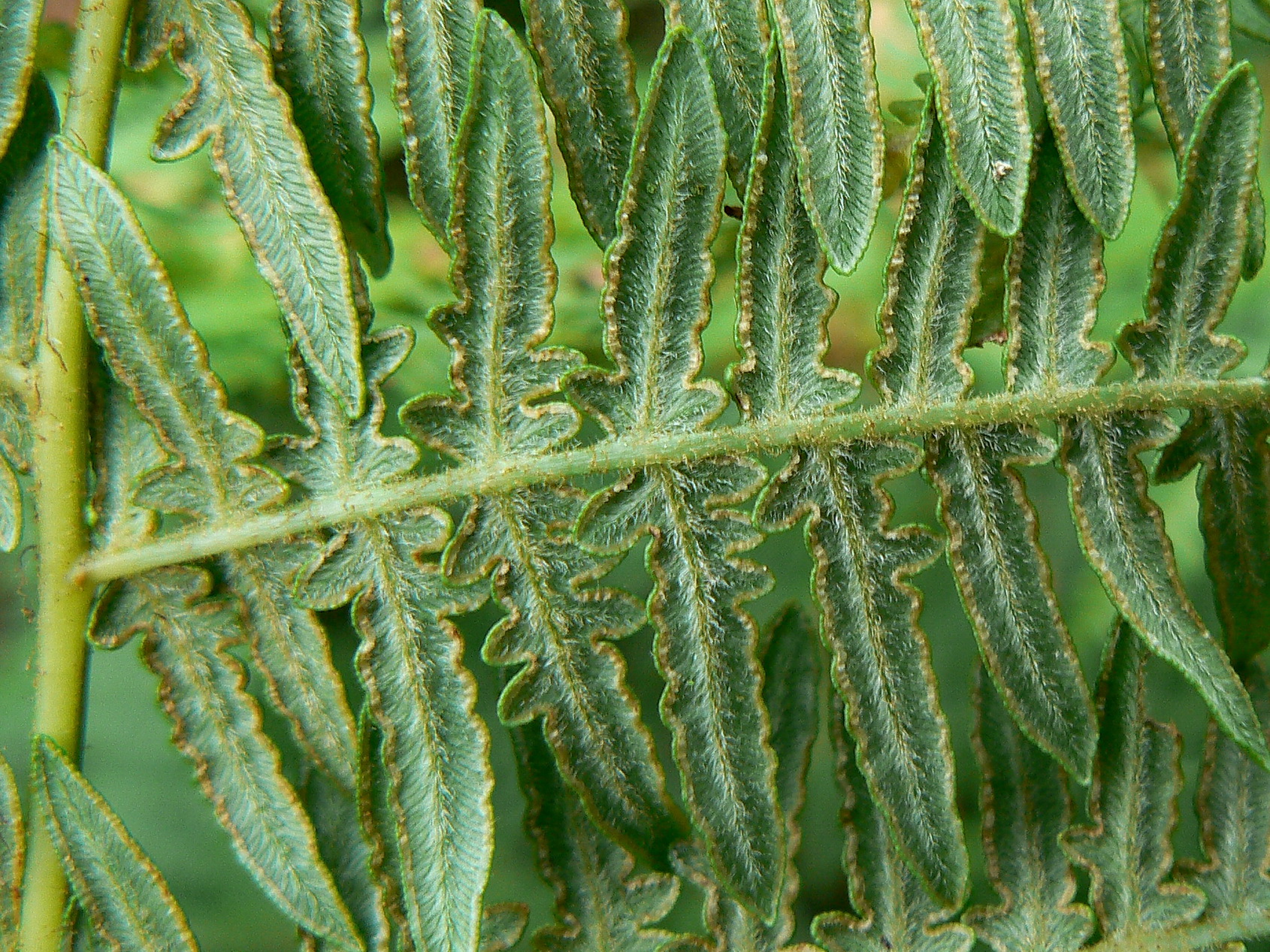
Blad van een adelaarsvaren met sporenhoopjes

Adelaarsvarens hebben korte tot lange, kruipende en behaarde rizomen, voorzien van stengelknoppen waar de bladstelen ontspringen. De fertiele en steriele bladen zijn gelijkvormig, meestal groot en enkel- tot meervoudig gedeeld.
De sporenhoopjes zijn ofwel lijnvormig, tegen de bladrand aanliggend, met onduidelijke echte dekvliesjes maar beschermd door de omgerolde bladranden zoals bij Pteridium, of ze zijn klein en rond, met komvormige dekvliesjes, zoals bij Dennstaedtia.

## Habitaten verspreiding
De adelaarsvarenfamilie is, met uitzondering van het geslacht Pteridium dat wereldwijd verspreid is, voornamelijk beperkt tot de tropen. De familie telt voornamelijk terrestrische soorten die in bosrijke omgevingen groeien.

## Taxonomieenfylogenie
Volgens de taxonomische beschrijving van Smith et al. (2006) omvat de familie 11 geslachten en ongeveer 170 soorten. Ze bevat ook de soorten van de vroegere families Hypolepidaceae, Monachosoraceae en Pteridiaceae. De familie vormt in deze samenstelling een monofyletische eenheid.
- Geslachten:
  - Blotiella  - Coptodipteris  - Dennstaedtia  - Histiopteris  - Hypolepis  - Leptolepia  - Microlepia  - Monachosorum  - Oenotrichia  - Paesia  - Pteridium

### Beschreven soorten
Van de adelaarsvarenfamilie worden de volgende soorten in detail beschreven:
- Geslacht: Pteridium
  - Soorten:
    - Pteridium aquilinum (Adelaarsvaren)
- Geslacht: Dennstaedtia
  - Soorten:
    - Dennstaedtia punctilobula

Blotiella · Coptodipteris · Dennstaedtia · Histiopteris · Hypolepis · Leptolepia · Microlepia · Monachosorum · Oenotrichia · Paesia · Pteridium